# Бологое (городское поселение)
Город Бологое — упразднённое муниципальное образование со статусом городского поселения в Бежецком районе Тверской области Российской Федерации, существовавшее в 2005 — 2023 годах.
Административный центр — город Бологое.

## История
Статус и границы городского поселения город Бологое установлены Законом Тверской области «Об установлении границ муниципальных образований, входящих в состав территории муниципального образования Тверской области „Бологовский район“, и наделении их статусом городского, сельского поселения».
Законом Тверской области от 26 мая 2023 года № 24-ЗО муниципальное образование было упразднено с включением всех населённых пунктов в состав Бологовского муниципального округа.

## Население
| 2010    | 2011    | 2012    | 2013    | 2014    | 2015    | 2016    |
| ------- | ------- | ------- | ------- | ------- | ------- | ------- |
| 23 660  | ↘23 558 | ↘23 168 | ↘22 795 | ↘22 288 | ↘21 946 | ↘21 655 |
| 2017    | 2018    | 2019    | 2020    | 2021    |         |         |
| ↘21 524 | ↘21 246 | ↘20 819 | ↘20 562 | ↘20 310 |         |         |

## Состав городского поселения
| №  | Населённый пункт   | Тип населённого пункта  | Население |
| -- | ------------------ | ----------------------- | --------- |
| 1  | Бабошино           | деревня                 | 6         |
| 2  | Бологое            | город                   | ↘20 234   |
| 3  | Бочановка          | деревня                 | 24        |
| 4  | Бушевец            | деревня                 | 26        |
| 5  | Дудино             | деревня                 | 9         |
| 6  | Забелье            | деревня                 | 1         |
| 7  | Камыши             | деревня                 | 5         |
| 8  | Кафтинский Городок | деревня                 | 20        |
| 9  | Платищенка         | железнодорожная станция | 1         |
| 10 | Савино             | деревня                 | 63        |
| 11 | Скробово           | деревня                 | 9         |